# Stronsay
Stronsay är en ö i Storbritannien.   Den ligger i kommunen Orkneyöarna och riksdelen Skottland, i den norra delen av landet, 900 km norr om huvudstaden London. Arean är 36 kvadratkilometer.
Terrängen på Stronsay är platt. Öns högsta punkt är 45 meter över havet. Den sträcker sig 10,2 kilometer i nord-sydlig riktning, och 9,3 kilometer i öst-västlig riktning.